# دوگانه‌گرایی ویژگی‌ها

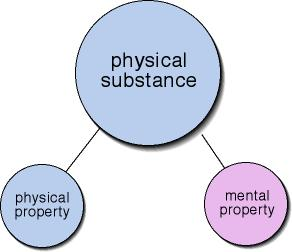

دوگانه‌گرایی ویژگی‌ها (انگلیسی: Property dualism) یکی از رویکردهای مربوط به تجربه خوداگاه در فلسفه ذهن است. عده ای از فیلسوفان معتقدند که فقط جوهر واحدی وجود دارد که فیزیکی است ولی دو ویژگی اساساً متفاوت دارد: ویژگی‌های فیزیکی و ویژگی‌های ذهنی.